# 聯合國安全理事會第74號決議
《聯合國安理會74號決議》是1949年9月16日在聯合國安全理事會第447次會議通過的。安理會收到並查閱了聯合國原子能委員會主席的來函及兩份決議案，因此這項決議請聯合國秘書長將該函件、兩份決議案及原子能委員會當時的討論紀錄，送交聯合國大會及各會員國。
該決議在烏克蘭蘇維埃社會主義共和國和蘇聯棄權下，以9票對0票通過。

## 外部連結
- 74號決議全文